# شهرستان دیکنز (تگزاس)
شهرستان دیکنز، تگزاس (به انگلیسی: Dickens County, Texas) یک سکونتگاه مسکونی در ایالات متحده آمریکا است که در تگزاس واقع شده‌است.

## خصوصیات
شهرستان دیکنز ۲٬۳۴۳٫۹۵ کیلومترمربع مساحت دارد.